# Constitutioneel referendum in Liberia (1861)
Het constitutioneel referendum in Liberia van 1861 werd op 7 mei van dat jaar gehouden en handelde over het voornemen van de regering om het aantal leden voor het Huis van Afgevaardigden voor Maryland County uit te breiden van een naar drie. Ten minste een meerderheid van twee derde van de kiezers (het grondwettelijk vereiste minimum) heeft met dit regeringsvoornemen ingestemd.
Het referendum werd gelijktijdig gehouden met de algemene verkiezingen.

## Bron
- (en)  African Elections Database: 1861 Liberian Referendum